# Йортикка, Ханну
Ха́нну Йо́ртикка (фин. Hannu Jortikka; род. 16 декабря 1956, Турку) — финский хоккеист, после завершения игровой карьеры работающий тренером.

## Биография
Большую часть игровой карьеры Йортикка провёл в составе финского ТПС, с которым сумел выиграть золото чемпионата Финляндии в 1976 году. Из-за серьёзной травмы вынужден был закончить выступления в 1983 году, в возрасте 27 лет.
Йортикка был главным тренером молодёжной сборной Финляндии на победном для неё чемпионате мира 1987 г., запомнившемся всему хоккейному миру дракой команда на команду сборных СССР и Канады, приведшей к дисквалификации обеих сборных. Затем Ханну был назначен ассистентом главного тренера национальной сборной Финляндии на Олимпийских Играх 1988 — финны выступили на турнире успешно и впервые в своей истории выиграли серебряные медали.
Наибольшую известность принесли Йортикке успехи руководимых им клубных команд. В 1988 г. он возглавил свой родной ТПС и трижды подряд (1989—1991) привёл его к чемпионству. В 1992 г. ТПС оступается в четвертьфинале, Ханну увольняют, но он тут же заключает соглашение с ХПК. Здесь дела у него шли хорошо, пока вдруг перед полуфиналом не выяснилось, что он уже подписал контракт со швейцарским «Берном» на следующий сезон — для руководства клуба это был достаточный повод для немедленного увольнения.
После нескольких не слишком удачных лет в клубах «Берн», «Мальмё Редхокс», ЮИП и молодёжной сборной Финляндии Йортикка возвращается в ТПС и повторяет свой трюк с трижды подряд чемпионством, выигрывая титулы в 1999, 2000 и 2001 годах. После этого он взял двухлетний перерыв в своей тренерской работе.
В 2003 г. Йортикка возглавил «Йокерит» и тренировал его два сезона. Первый не принёс Ханну новых лавров — его команду выбили уже в четвертьфинале. Во втором «Йокерит» дошёл до финала.
В апреле 2011 г. Йортикка становится главным тренером хабаровского «Амура». Не обременённый победными традициями, солидным бюджетом и звёздными игроками клуб из самой восточной точки КХЛ неожиданно для всех выдал ошеломительно успешный старт сезона, подойдя к ноябрьской паузе в чемпионате в качестве лидера Восточной конференции. Главным фактором успеха дальневосточной команды называлась именно тренерская работа Йортикки.
20 февраля 2012 было объявлено о подписании нового контракта с хабаровским «Амуром» сроком на два года.
19 декабря 2012 г. «Амур» расторг контракт c Ханну Йортиккой. Отставку вызвало недовольство со стороны руководства клуба его требованиями к комплектованию команды.
Летом 2013 года стало известно о подписании контракта с новичком КХЛ, владивостокским «Адмиралом». 2 декабря 2013 года было объявлено о расторжении контракта по обоюдному согласию. Как сообщалось позднее, это было связано с тяжелой болезнью жены специалиста.

## Достижения
- Чемпион Финляндии в качестве игрока (1976, ТПС).
- Шестикратный чемпион Финляндии в качестве главного тренера (1989—1991, 1999—2001, ТПС).
- Золотая медаль молодёжного чемпионата мира в качестве главного тренера (1987, молодёжная сборная Финляндии).
- Олимпийская серебряная медаль в качестве тренера-ассистента (1988, сборная Финляндии).
- Пять раз признавался лучшим тренером чемпионата Финляндии (Трофей Калеви Нумминена): 1990, 1991, 1999, 2000, 2001.

## Статистика

### Главный тренер
(данные до 2009 г. не приведены)
Последнее обновление: 13 октября 2013 года
| Команда          | Турнир-сезон | Регулярный сезон | Регулярный сезон | Регулярный сезон | Регулярный сезон | Регулярный сезон | Регулярный сезон | Регулярный сезон | Регулярный сезон         | Плей-офф | Плей-офф | Плей-офф              |
| Команда          | Турнир-сезон | И                | В                | ВО/ВБ            | Н                | ПО/ПБ            | П                | О                | Результат                | В        | П        | Результат             |
| ---------------- | ------------ | ---------------- | ---------------- | ---------------- | ---------------- | ---------------- | ---------------- | ---------------- | ------------------------ | -------- | -------- | --------------------- |
| Финляндия (мол.) | МЧМ 2010     | 6                | 3                | 0                | -                | 0                | 3                | -                | 5 место                  | 5 место  | 5 место  | 5 место               |
| Йокерит          | СМ-Л 2009-10 | ?                | ?                | ?                | -                | ?                | ?                | ?                | 10 место                 | -        | -        | Не попали в плей-офф  |
| Йокерит          | СМ-Л 2010-11 | ?                | ?                | ?                | -                | ?                | ?                | ?                | уволен                   | -        | -        | -                     |
| Амур             | КХЛ 2011-12  | 54               | 23               | 5                | -                | 5                | 21               | 84               | 7-е на Востоке           | 0        | 4        | Вылетели в 1/8 финала |
| Амур             | КХЛ 2012-13  | 34               | 9                | 2                | -                | 1                | 22               | 32               | уволен (11-е на Востоке) | -        | -        | -                     |
| Адмирал          | КХЛ 2013-14  | 31               | 10               | 3                | -                | 4                | 14               | 40               | 9-е на Востоке           | -        | -        | -                     |